# Carparachne
Carparachne är ett släkte av spindlar. Carparachne ingår i familjen jättekrabbspindlar.
Kladogram enligt Catalogue of Life:
| Carparachne | \| \| Carparachne alba \| \| \| \| \| \| Carparachne aureoflava \| \| \| \| |
|             | \| \| Carparachne alba \| \| \| \| \| \| Carparachne aureoflava \| \| \| \| |
|             | Carparachne alba                                                            |
|             |                                                                             |
|             | Carparachne aureoflava                                                      |
|             |                                                                             |